# Селидове
Селидове (укр. Селидове) је град у Украјини, у Доњецкој области. Према процени из 2012. у граду је живело 24.269 становника.

## Становништво
Према процени, у граду је 2012. живело 24.269 становника.
| 1979.  | 1989.  | 2001.  | 2012.  |
| ------ | ------ | ------ | ------ |
| 21.853 | 29.831 | 26.793 | 24.269 |